# 東陽町駅
東陽町駅（とうようちょうえき）は、東京都江東区東陽四丁目にある、東京地下鉄（東京メトロ）東西線の駅である。駅番号はT 14。

## 歴史
- 1967年（昭和42年）9月14日：帝都高速度交通営団（営団地下鉄）東西線開業（開業当初は当駅が終着駅）。
- 1969年（昭和44年）3月29日：当駅 - 西船橋間延伸開業。東陽町 - 西船橋間無停車の快速運転開始。
- 1998年（平成10年）12月下旬：ホーム拡幅・バリアフリー対策を目的とした改良工事に着手[2][3][4]。
- 2004年（平成16年）
  - 4月1日：帝都高速度交通営団（営団地下鉄）民営化に伴い、当駅は東京地下鉄（東京メトロ）に継承される[5]。
  - 8月末：改良工事が終了[4]。
- 2007年（平成19年）3月18日：ICカード「PASMO」の利用が可能となる[6]。
- 2009年（平成21年）9月9日：当駅構内に留置されていた営業用電車（05系第1編成）に保線用機械が正面衝突する事故が発生[7]。
- 2015年（平成27年）6月2日：発車メロディを導入[8]。
- 2016年（平成28年）3月31日：西船橋方面ホームに中央改札口と5番出入口を増設[9]。
- 2021年（令和3年）1月30日：ホームドアの供用を開始[10]。

## 駅構造
中柱のある相対式ホーム2面2線を有する地下駅。
改良工事により、従来3.5 mだったホームの一部を最大7.25 mとし、エスカレーターとエレベーターが設置された。エスカレーターは各ホームとコンコースを連絡するほか、南砂町寄りの出入口にも設置されている。エレベーターは各ホームと木場寄りのコンコースを連絡している。また、木場寄りの改札口と1番出入口を連絡するエレベーターも設置されている。この1番出入口は、地下1階・地上2階建ての駅本屋内に収容されており、駅事務室のほか東西線乗務区（現在、乗務区は向かいのビルに移転）などが設けられている。
駅の木場側はすぐに単線シールドトンネルとなっているため、A線（西船橋方面）とB線（中野方面）の間隔がやや開いている。また、南砂町側（深川車両基地側）には1本列車を留置できるようになっている。南砂町からのB線列車は、一部列車を除いて一度分岐器の分岐側を通って到着する。
深川車両基地への入出庫線があるため、当駅が始発・終点となる電車が設定されている。
トイレは西改札口内と2番線ホーム南砂町側にある。いずれも多機能トイレを併設している。
年々の利用客増加により、西船橋方面のホーム階に改札を設置し、エレベータで地上へ出る出入口が新たに深川郵便局敷地内に設置されることになった。2013年12月に着工し、2015年6月に供用開始予定であったが、2016年3月末に供用開始した。
当駅は海抜ゼロメートル地帯に位置し、高潮などの水害対策として駅出入口または通路内に防水扉を設置している。当駅は「浦安駅務管区東陽町地域」として近隣の駅を管理している。

### のりば
| 番線 | 路線   | 行先                           |
| ---- | ------ | ------------------------------ |
| 1    | 東西線 | 西船橋・津田沼・東葉勝田台方面 |
| 2    | 東西線 | 中野・三鷹方面                 |

（出典：東京メトロ:構内図）

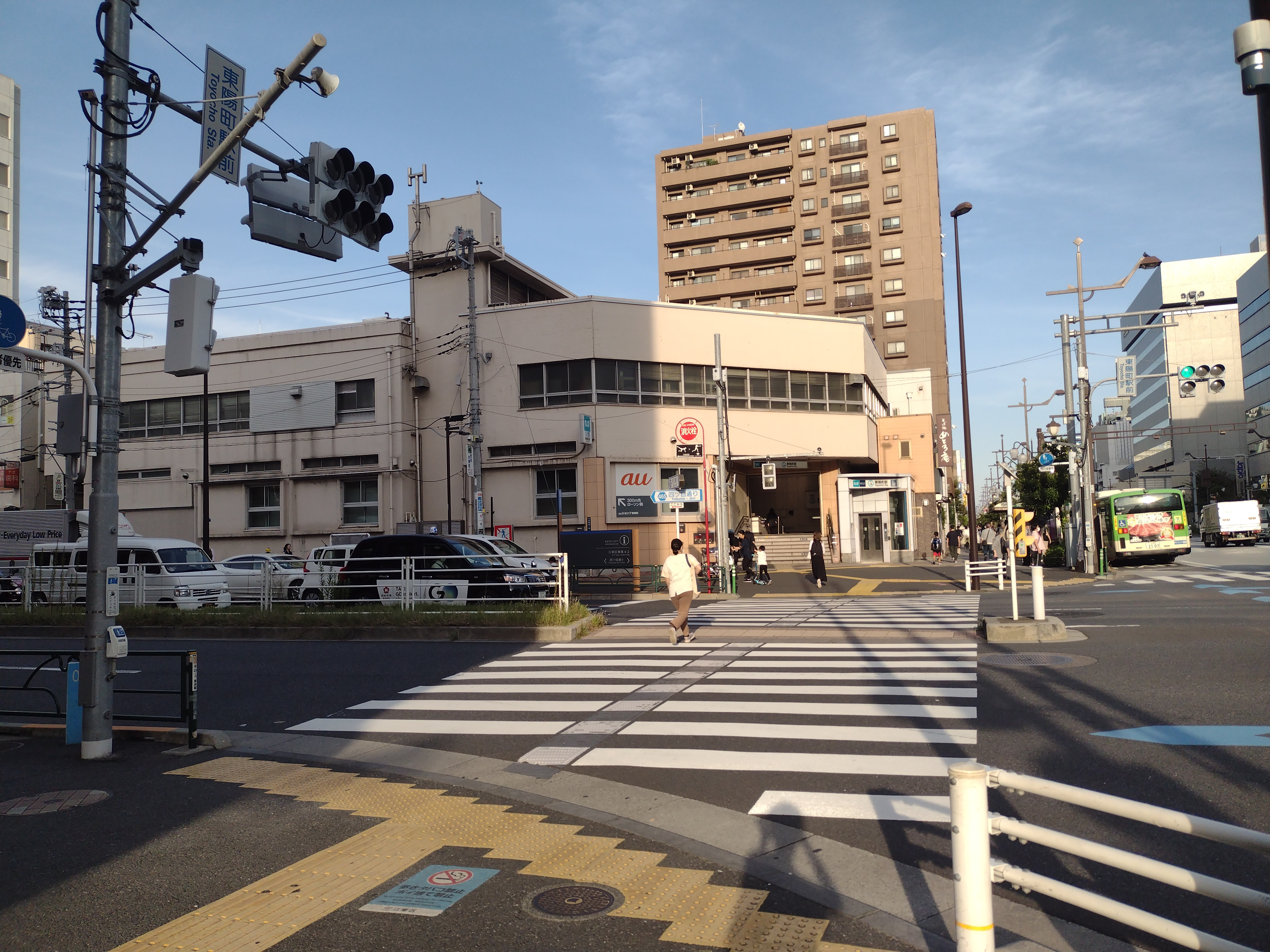
一番出入り口(2022年9月28日)
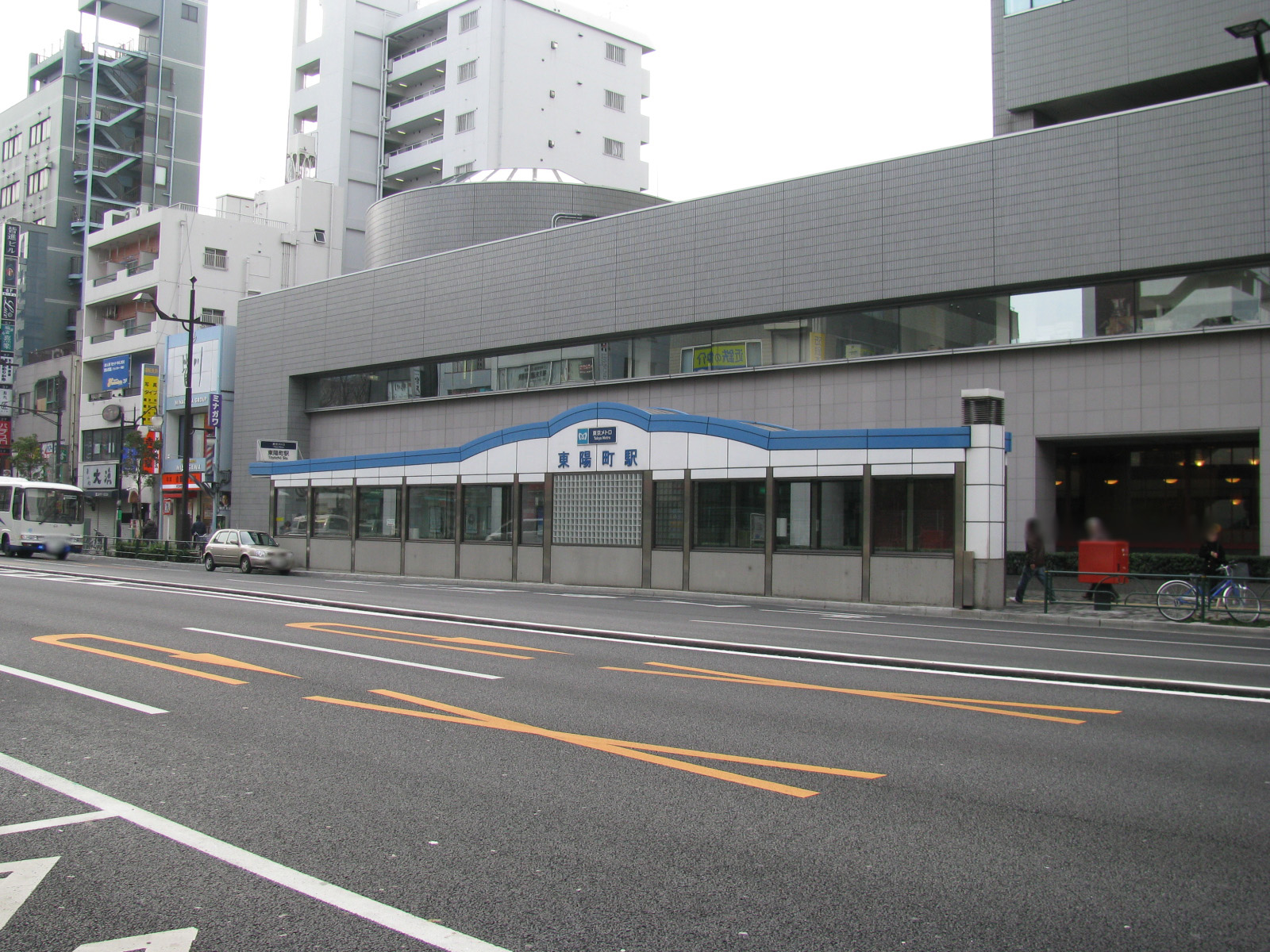
3番出入口（2008年2月10日）
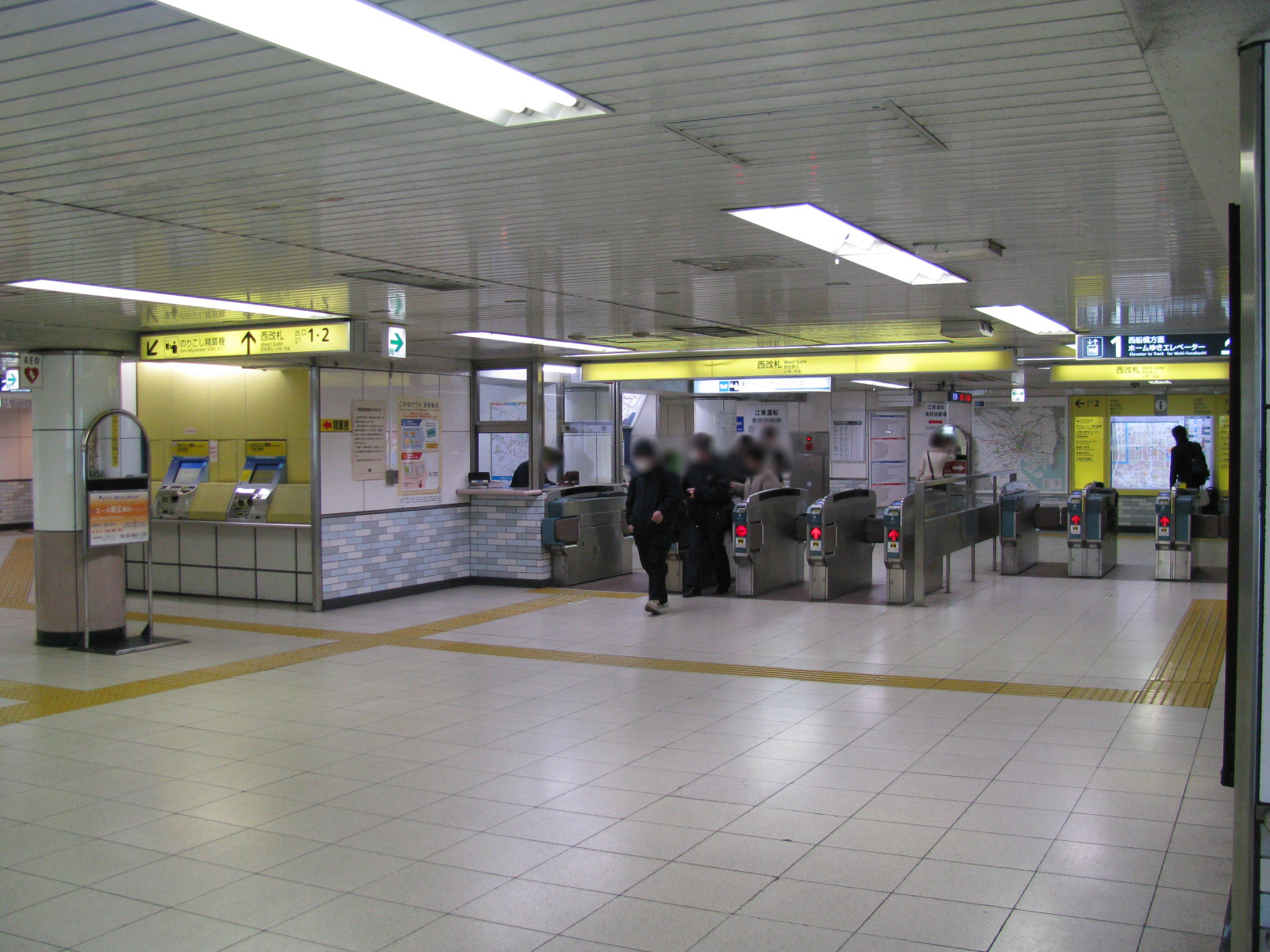
西改札口（2008年2月10日）
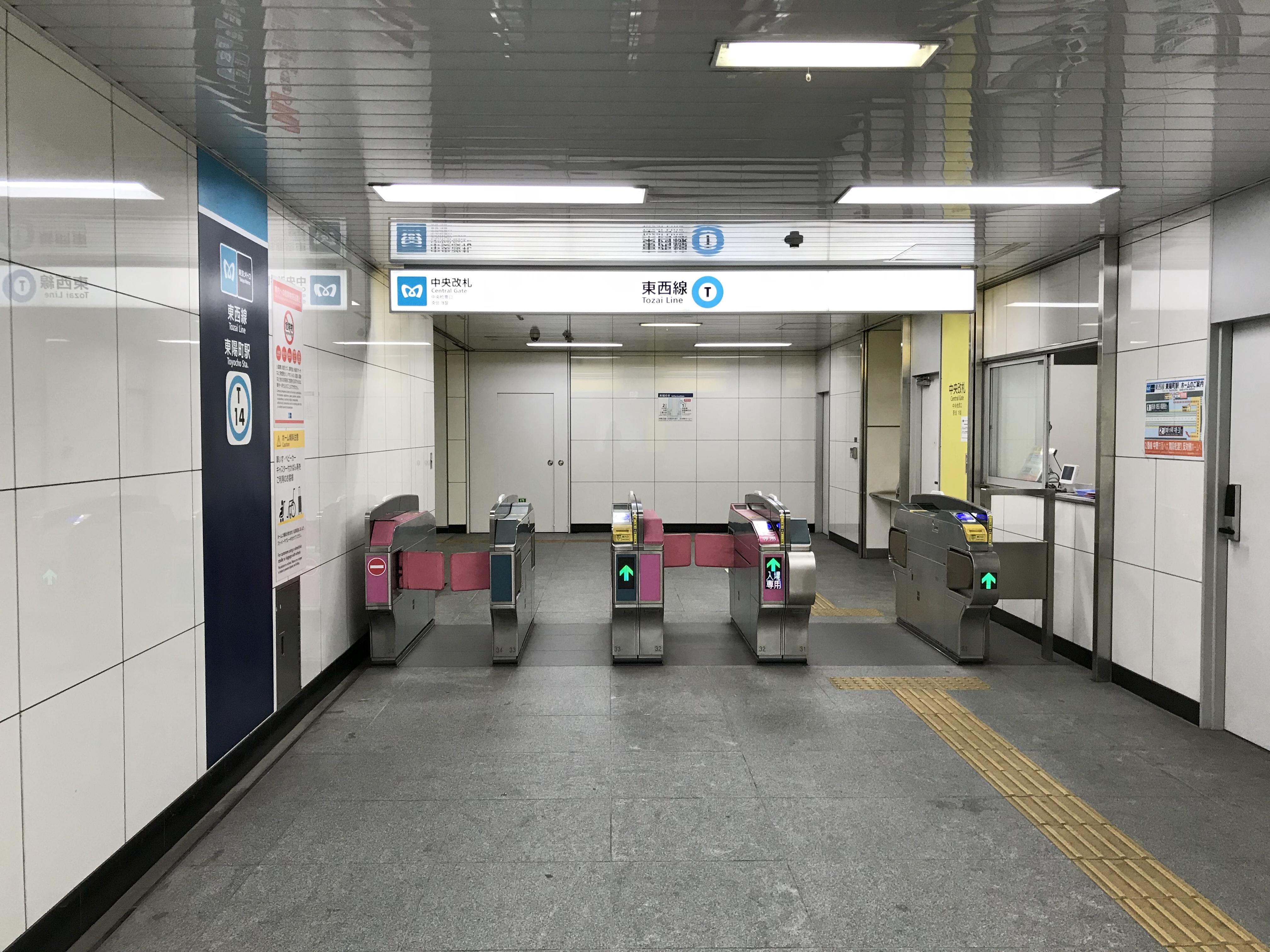
中央改札口（2018年9月15日）
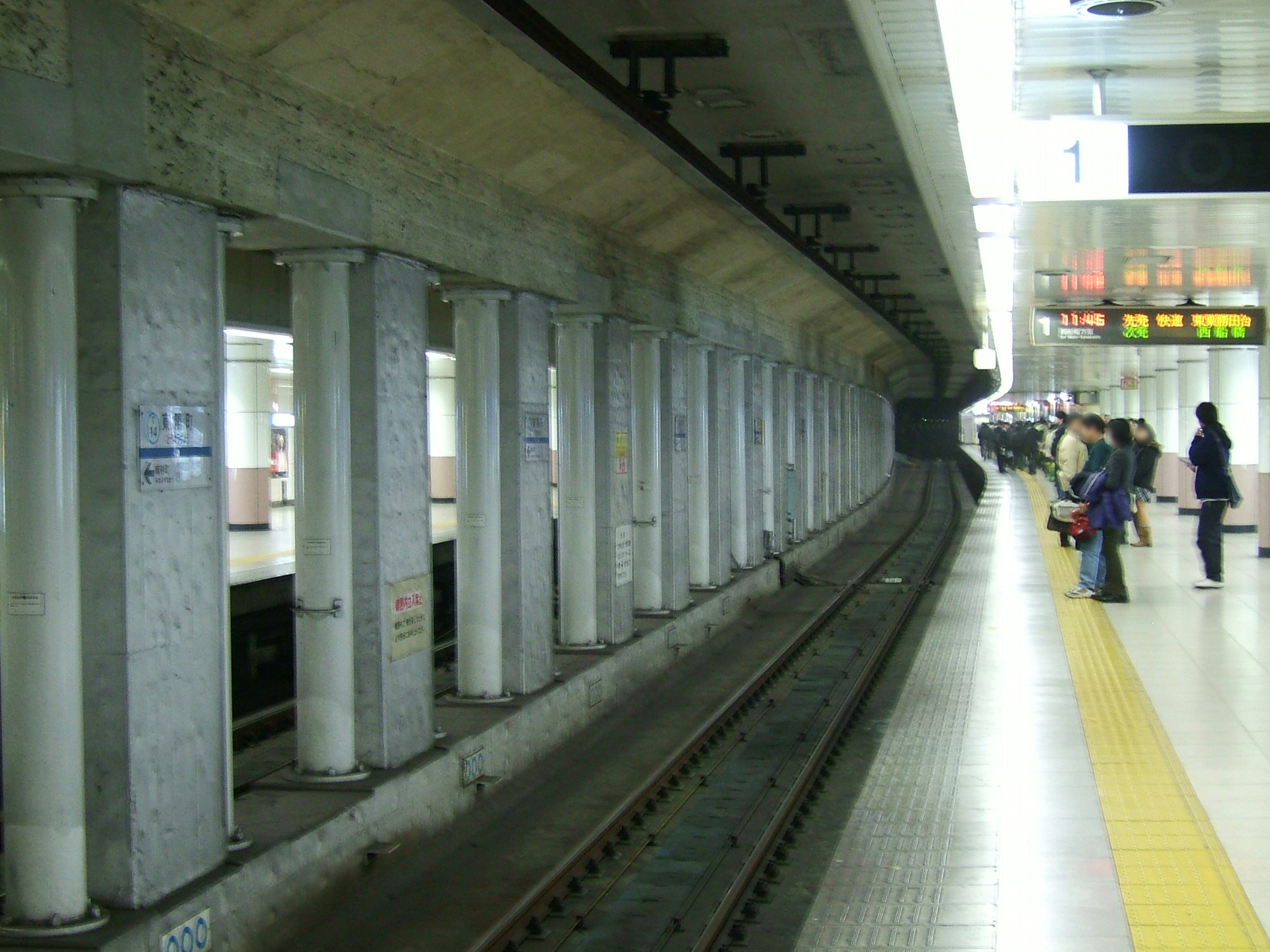
ホーム（2007年1月27日）
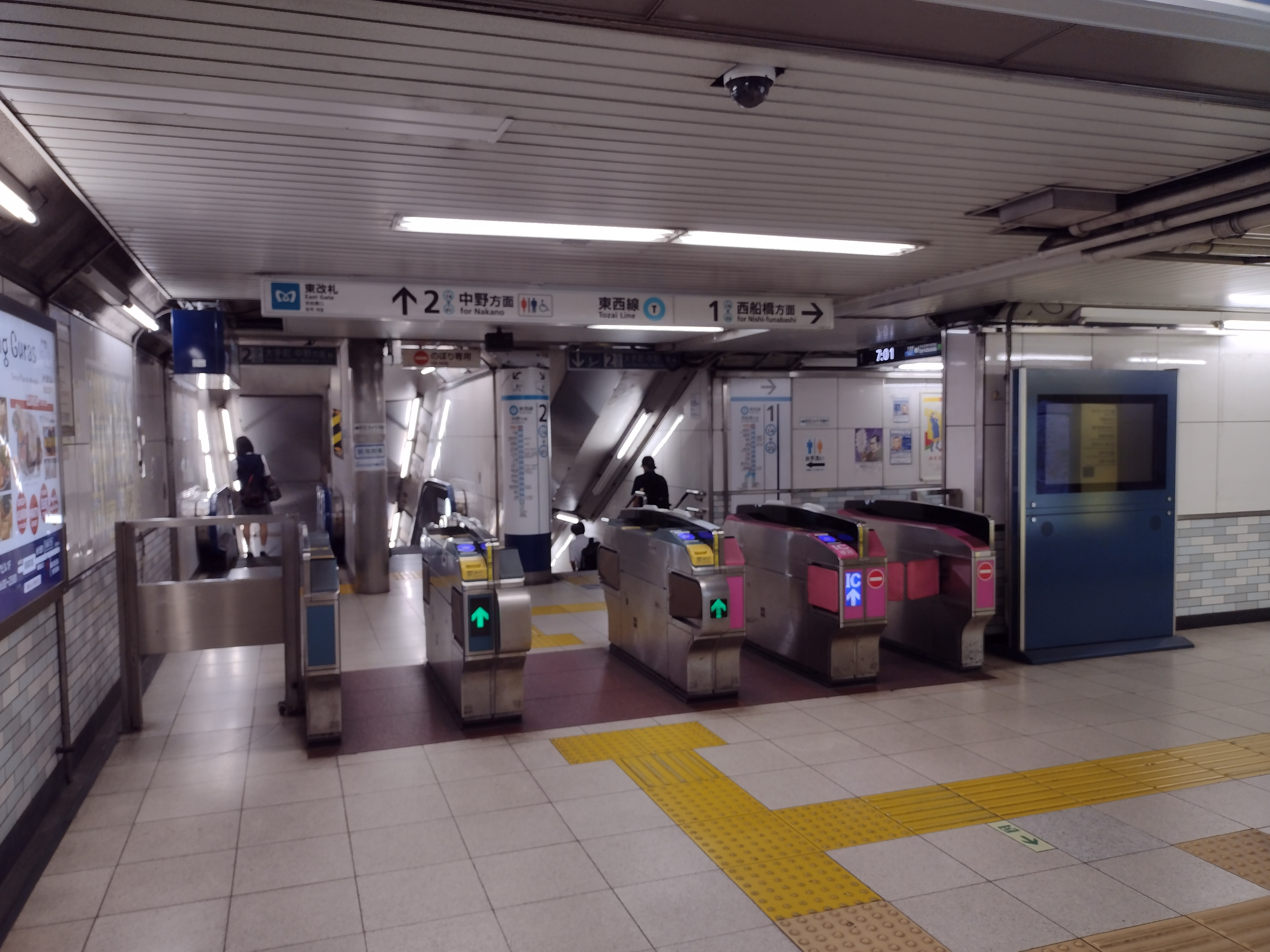
5番出入り口改札(2022年10月2日)

### 発車メロディ
2015年6月2日から向谷実作曲の発車メロディ（発車サイン音）を使用している。
曲は1番線が「A Day in the METRO」、2番線が「Beyond the Metropolis」である（詳細は東京メトロ東西線#発車メロディを参照）。

## 利用状況
2024年度の1日平均乗降人員は114,708人であり、東京メトロ全130駅中四ツ谷駅に次いで第22位、東西線の駅では中野駅に次に多く、23駅中第9位。2002年度に銀座線虎ノ門駅を上回り、東京メトロ全駅中、他の路線への乗り換えがない単独駅としては最も多い。また、東西線の利用者数は乗り換え駅である門前仲町駅よりも多い。
近年の1日平均乗降・乗車人員推移は下表の通りである。
| 年度               | 1日平均 乗降人員 | 1日平均 乗車人員 | 出典     |
| ------------------ | ---------------- | ---------------- | -------- |
| 1990年（平成02年） |                  | 46,488           | [ * 1 ]  |
| 1991年（平成03年） |                  | 48,598           | [ * 2 ]  |
| 1992年（平成04年） |                  | 52,079           | [ * 3 ]  |
| 1993年（平成05年） |                  | 53,244           | [ * 4 ]  |
| 1994年（平成06年） |                  | 52,666           | [ * 5 ]  |
| 1995年（平成07年） |                  | 52,872           | [ * 6 ]  |
| 1996年（平成08年） |                  | 52,937           | [ * 7 ]  |
| 1997年（平成09年） |                  | 52,847           | [ * 8 ]  |
| 1998年（平成10年） |                  | 54,195           | [ * 9 ]  |
| 1999年（平成11年） | 106,863          | 53,607           | [ * 10 ] |
| 2000年（平成12年） | 108,530          | 54,364           | [ * 11 ] |
| 2001年（平成13年） | 110,326          | 54,704           | [ * 12 ] |
| 2002年（平成14年） | 111,279          | 55,701           | [ * 13 ] |
| 2003年（平成15年） | 112,798          | 56,276           | [ * 14 ] |
| 2004年（平成16年） | 111,898          | 55,863           | [ * 15 ] |
| 2005年（平成17年） | 114,370          | 57,049           | [ * 16 ] |
| 2006年（平成18年） | 118,463          | 59,318           | [ * 17 ] |
| 2007年（平成19年） | 126,542          | 63,393           | [ * 18 ] |
| 2008年（平成20年） | 127,804          | 63,879           | [ * 19 ] |
| 2009年（平成21年） | 125,823          | 62,934           | [ * 20 ] |
| 2010年（平成22年） | 129,076          | 64,454           | [ * 21 ] |
| 2011年（平成23年） | 126,119          | 63,254           | [ * 22 ] |
| 2012年（平成24年） | 120,297          | 59,918           | [ * 23 ] |
| 2013年（平成25年） | 118,456          | 59,145           | [ * 24 ] |
| 2014年（平成26年） | 120,310          | 60,112           | [ * 25 ] |
| 2015年（平成27年） | 122,916          | 61,372           | [ * 26 ] |
| 2016年（平成28年） | 125,015          | 62,405           | [ * 27 ] |
| 2017年（平成29年） | 126,363          | 63,004           | [ * 28 ] |
| 2018年（平成30年） | 124,790          | 62,252           | [ * 29 ] |
| 2019年（令和元年） | 122,629          | 61,230           | [ * 30 ] |
| 2020年（令和02年） | 97,648           |                  |          |
| 2021年（令和03年） | 96,170           |                  |          |
| 2022年（令和04年） | 102,996          |                  |          |
| 2023年（令和05年） | 111,204          |                  |          |
| 2024年（令和06年） | 114,708          |                  |          |

## 駅周辺

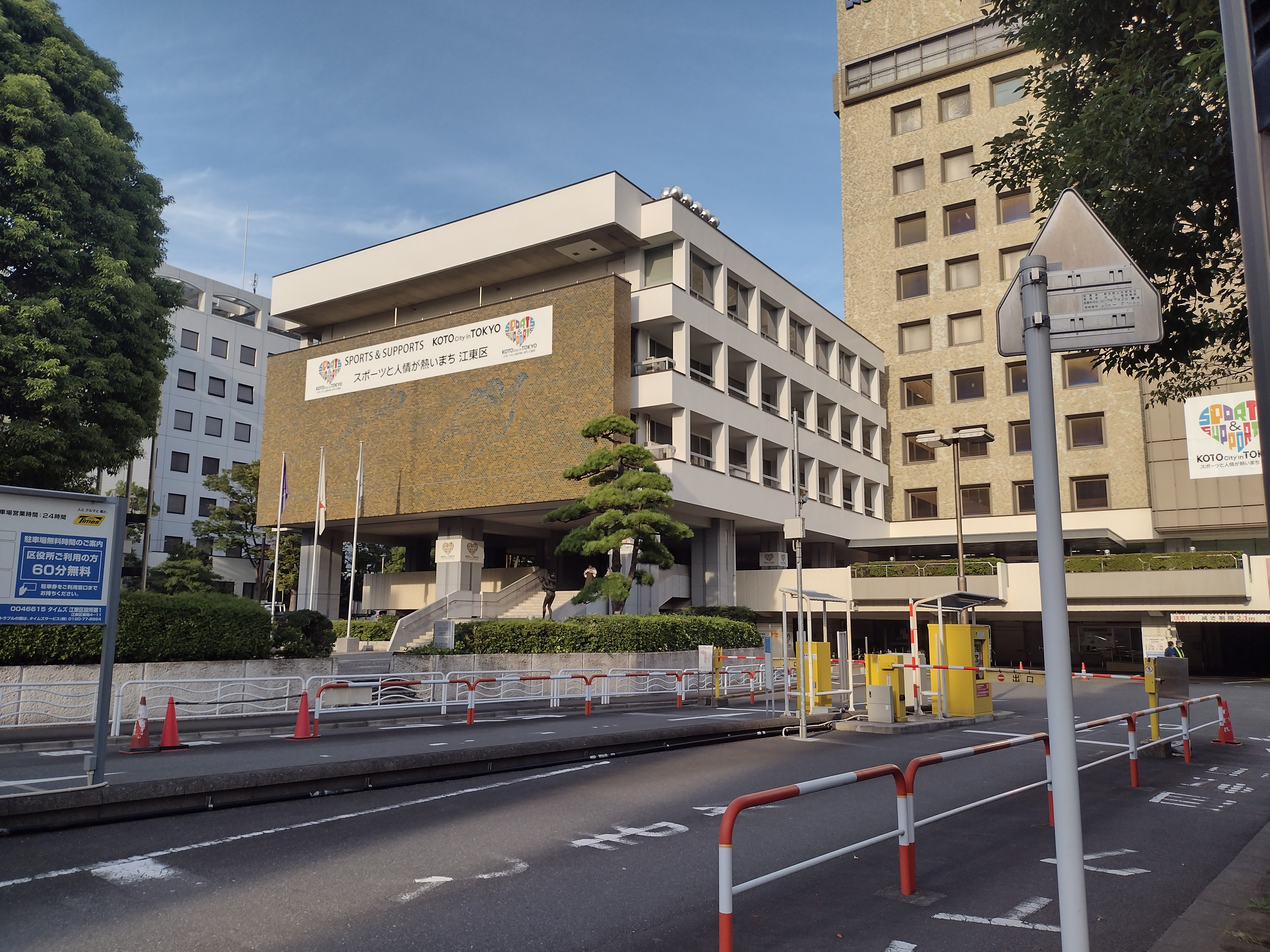
江東区役所

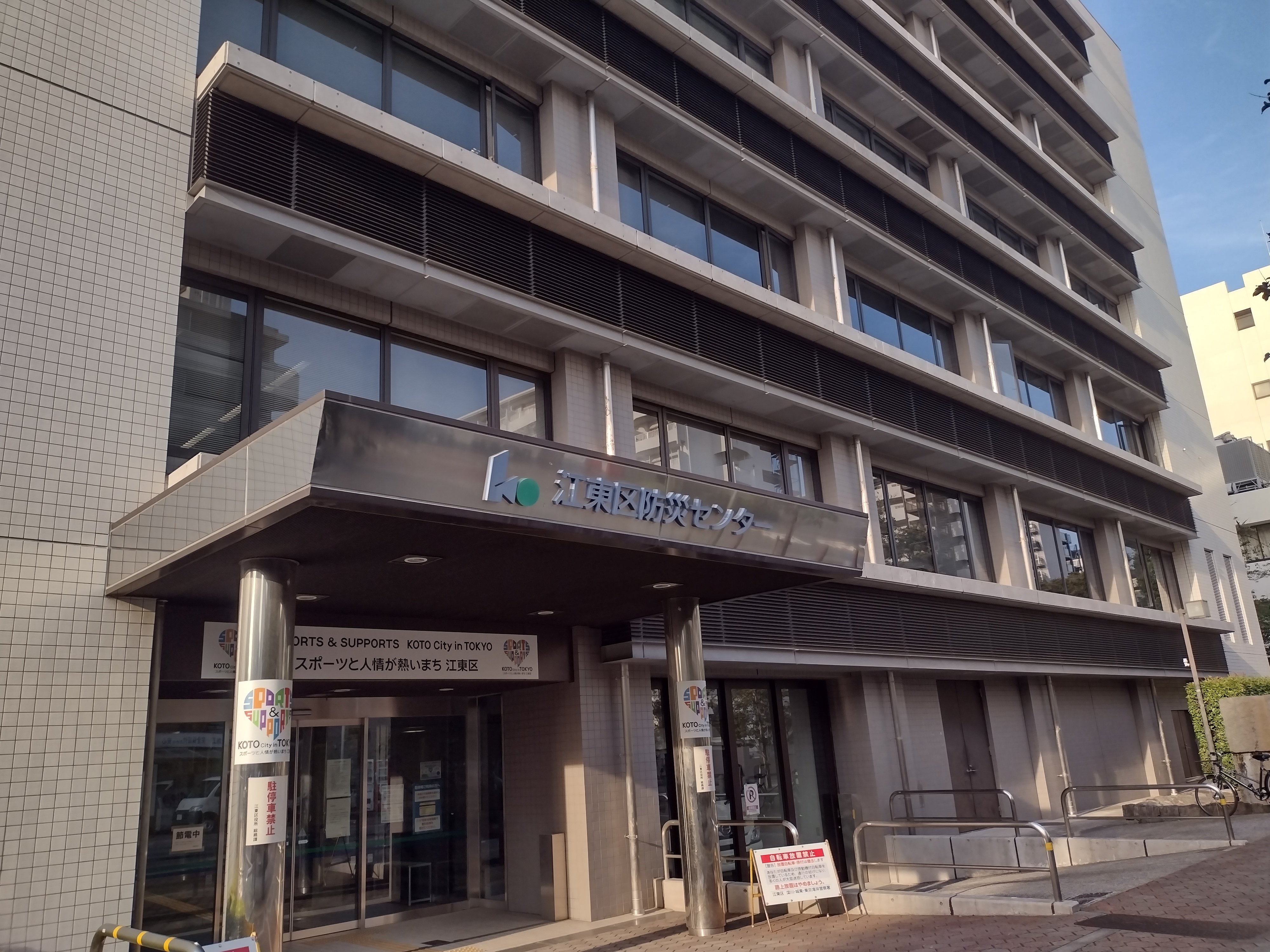
江東区防災センター

- 江東区役所
  - 江東区防災センター
  - 江東区文化センター
- 江東区立東陽図書館
- 江東区保健所・江東区健康センター
- 江東区産業会館
- 警視庁 江東運転免許試験場
- 東京都立深川高等学校
- 江東区立東陽中学校江東区防災センター
- 江東区立東陽小学校
- 江東区立南陽小学校
- 江東区立深川第八中学校
- 臨床福祉専門学校
- 東京保健医療専門職大学
- 東京YMCA本部・東陽町センター
  - 東陽図書館東京YMCA社会体育・保育専門学校
- 深川郵便局
  - ゆうちょ銀行 深川店
- 江東区文化センター内郵便局
- 江東南砂団地内郵便局
- 江東塩浜郵便局
- 三菱UFJ銀行 木場深川支店

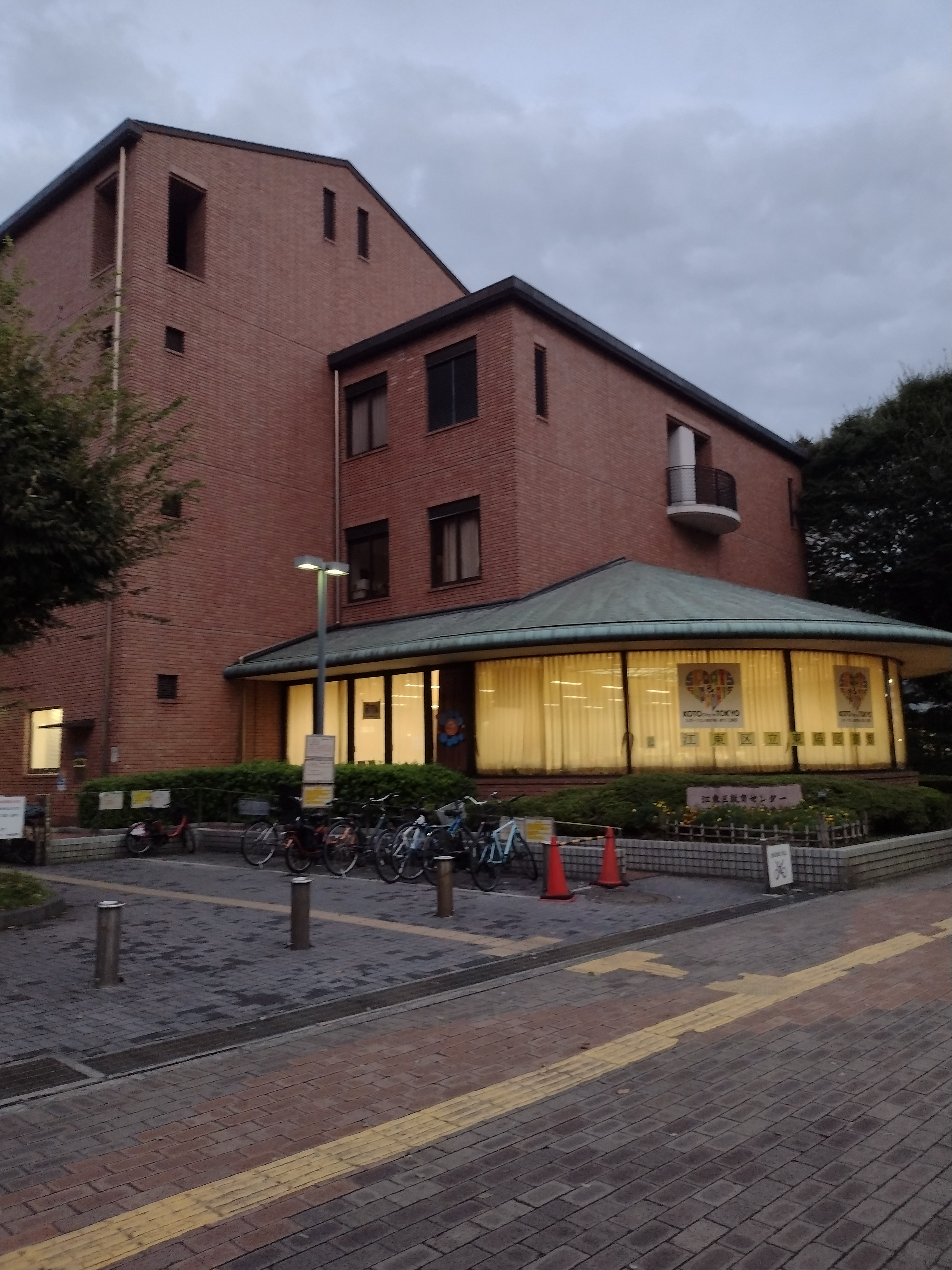
東陽図書館

- 東京イースト21 - 鹿島建設による再開発施設
  - イースト21タワー - 三菱UFJインフォメーションテクノロジー本社、三菱UFJ銀行システム部、トヨタファイナンス東京本社などが入居している。
  - ホテルイースト21東京
  - サミットストア イースト21店
- 公社南砂2丁目団地
- 相鉄フレッサイン東京東陽町駅前
- ホテルルートインGrand東京東陽町
- R&Bホテル東京東陽町
- 西友 東陽町店
- イキイキ生鮮市場　東陽町店
- メトログリーン東陽町 - グループ企業の東京メトロ都市開発が運営するゴルフ練習場
- ダイエー東京本社 - 登記上の本店は兵庫県神戸市だが、実質的な本社機能を有する。
- 明治安田生命新東陽町ビル
- インテック東京本社
- NTT深川ビル
- 日本デジタル研究所 (JDL) 本社
  - アイベックスエアラインズ本社
- スカパーJSAT 東京メディアセンター
- オルガノ本社
- ミスミグループ本社
- 竹中工務店 東京本店/竹中土木 本社
- 明治本社（旧・明治乳業本社）
- 新日軽本社
- ジュピターショップチャンネル本社
- ジェイアールバス関東本社・東京支店
- ジェイアールバステック本社・東京事業所・東京バス管理所
- 東京地下鉄 深川車両基地・東西線工務区
- 東京都交通局深川自動車営業所 東陽操車所
- 永代通り
- 四ツ目通り

2000年3月から2003年9月まで、テレビ朝日（当時の社名は「全国朝日放送」）新本社の施工業者であった竹中工務店が自社施設（上記の東京本店とは別である）をテレビ朝日に貸し、六本木局舎の建て替えに伴う仮設局舎として東陽町放送センターを開設していた。最寄り駅は当駅と南砂町駅だった。

## バス路線
最寄りのバス停留所は、永代通りおよび四ツ目通りにある東陽町駅前および東陽町駅となる。以下の路線が乗り入れ、東京都交通局、東京空港交通（空港連絡バス）により運行されている。
| のりば     | 運行事業者   | 系統・行先                                                                                   | 備考                       |
| 東陽町駅前 | 東陽町駅前   | 東陽町駅前                                                                                   | 東陽町駅前                 |
| ---------- | ------------ | -------------------------------------------------------------------------------------------- | -------------------------- |
| 1          | 都営バス     | - 亀21：亀戸駅前 - 陽20：東大島駅前                                                          |                            |
| 2          | 都営バス     | - 木11甲：新木場駅前（循環）・新木場駅前・若洲キャンプ場前 - 木11乙：潮見駅前                | 「木11乙」は平日のみ運行   |
| 3          | 都営バス     | - 都07：錦糸町駅前 - 錦22：臨海車庫                                                          | 「錦22」の降車は6番のりば  |
| 4          | 都営バス     | - 都07：門前仲町 - 木11甲：木場駅前                                                          |                            |
| 5          | 都営バス     | - 門21：東大島駅前 - 東22・錦22：錦糸町駅前                                                  |                            |
| 6          | 都営バス     | - 門21：門前仲町 - 東22：東京駅丸の内北口                                                    |                            |
| 7          | 都営バス     | - 陽12-1：昭和大学江東豊洲病院前 - 陽12-2：豊洲市場・市場前駅前 - 陽12-3：東京テレポート駅前 | 「陽12-3」は土休日のみ運行 |
| 東陽町駅   |              |                                                                                              |                            |
| －         | 東京空港交通 | リムジンバス：羽田空港                                                                       |                            |

この他、当駅北側のホテルイースト21東京からは、東京空港交通による羽田空港行き・成田空港行きのリムジンバスが発着している（羽田空港行きは東陽町駅バス停も経由）。
また、駅西側の永代通り沿いに都営バスの東陽操車所が存在し、定期券発売所が併設されている。

## その他
- 建設中の有楽町線分岐線（豊洲駅 - 住吉駅）は、東西線との交差地点に東陽町駅（仮称）を設け、乗換駅とする予定である[20]。永代通りの地下2階にある東西線ホームと交差する形で、四ツ目通りの地下4階部分にホームを整備し、その東側の永代通り地下3階部分に東西線ホームと有楽町線ホームを結ぶ乗換通路などを配置する予定[20]。
- 映画『交渉人 真下正義』で登場した東陽町駅はホームが島式2面3線になっている。これは神戸市営地下鉄海岸線の御崎公園駅で収録を行ったためである。
- かつて東京市深川区の東端にあり市電（都電）の終点が付近にあったため、戦前・戦後に数多くの私鉄が当駅付近を起点とする路線を計画したが（下記参照、括弧内は計画区間）、いずれも実現しなかった。
  - 東京成芝電気鉄道：洲崎・東平井 - 松尾、東京メトロ東西線・千葉県営鉄道北千葉線・北総鉄道・芝山鉄道・成田新幹線のルートに近い。
  - 東武鉄道：西平井 - 亀戸、- 新橋：東武亀戸線亀戸からの延伸構想[21]。
  - 総武流山電鉄：洲崎 - 馬橋
  - 京成電鉄：東陽町 - 千葉寺、京葉線のルートに近い。
- 2024年5月11日・5月12日に南砂町駅での大規模線路切り替え工事が実施された際、東西線は当駅から西葛西駅までを2日間終日運休し、三鷹・中野 - 当駅間[22]と西葛西駅 - 葛西駅間による区間運転をそれぞれ実施、当駅 - 西葛西駅間はバスによる代行輸送を実施した[23][24]。代行バスの乗降場は永代通り上に置かれ、西葛西駅方面からは東陽四丁目交差点付近に降車専用、西葛西駅方面への乗車場は東陽セントラルビル付近に置かれた。

## 隣の駅
東京地下鉄（東京メトロ）
 東西線
■快速
木場駅 (T 13) - 東陽町駅 (T 14) - 浦安駅 (T 18)
■通勤快速・■各駅停車（通勤快速は中野方面のみ運転）
木場駅 (T 13) - 東陽町駅 (T 14) - 南砂町駅 (T 15)
- 当駅以西は全列車が各駅に停車する。